# PC原人
《PC原人》是以小学館《月刊PC Engine》連載的4格漫画為原作，並於1989年12月15日由Hudson Soft發售的PC Engine版動作遊戲。Red Company（現Red Entertainment）以及Atlus也有參與製作。保有PC ENGINE上動作遊戲銷售最高的紀錄。Hudson Soft於2012年3月1日併入科樂美數位娛樂後由科樂美繼承。
2003年12月4日，作為Hudson Selection第3部作品而發售3D化的版本。2006年12月2日在Wii的Virtual Console開始下載販售，2007年12月發售手機用的遊戲app。2010年以「Bonk: Brink of Extinction」之名，由北美Hudson在Xbox Live、WiiWare、PSN等平台上發售，2013年6月改編為雲端遊戲在ひかりTV遊戲以及G-cluster上發售，2013年12月25日也在Wii U Virtual Console上發售。
名稱由來除了來自PC ENGINE的PC以外，也來自於本作的標語「PithecanthropusComputerurus」(Pithecanthropus是猿人，Computerurus是電腦)。
原先預計在PC ENGINE發售稱為「RPC原人」的角色扮演遊戲，但之後中止開發 。另外原先也預計發售叫做「究極PC原人」的街機版，但之後中止發售，現在仍有試玩作的基板存在。該作開發與三辻富貴朗有關。在《月刊PC ENGINE》所附錄的CD-ROM裡面，有其4格漫畫的作品。

## 故事大綱
主角是一名光頭而且體型嬌小的原始人（PC原人），為了拯救被邪惡大王‧玉子丼王III世抓走的恐龍公主而因此展開冒險。

## 特徴
PC原人的主要攻擊方式是使用像是石頭一樣堅硬的頭部進行攻擊。
在空中按下攻擊，頭會朝地面直直落下產生衝擊。當再次按下攻擊紐時，PC原人會再次翻轉過來。當PC原人反轉時的重力加速度會一瞬間變成0，如果反覆操作，還能夠延長滯空時間。這招則稱為自轉頭槌。

## 提升力量
當吃下漫畫肉時，最高能提昇到兩階段的力量，肉共有兩種，小塊肉能提升1階段，大塊肉能提升2階段。力量提升時，攻擊力在1階段是通常的2倍，2階段時是通常的3倍，一部分的動作還會帶有特殊效果。隨著時間或遭到一定程度的傷害會降低力量。另外力量提升到2階段時，還會有一段時間的無敵狀態。
PC猿人
初代1階段力量提升的狀態。只要使用落地頭槌就能讓畫面中的敵人停止動作。
PC變人
初代2階段力量提升的狀態。只要使用落地頭槌就能讓畫面中的敵人停止動作。
PC美人
2・3代的1階段力量提升的狀態。能夠送出飛吻，碰到敵人就能停止動作。另外也能夠在使用落地頭槌，讓畫面中的敵人停止動作。
PC噴人
2・3代的2階段力量提升的狀態。能夠從口中噴火用來攻擊一定距離外的敵人。另外也能夠使用落地頭槌，讓畫面中的敵人造成傷害。
GB岩人
GB原人的1階段力量提升的狀態。也能夠使用落地頭槌，讓畫面中的敵人造成傷害。
GB叫人
GB原人的2階段力量提升的狀態。能夠從口中發出巨大聲音用來攻擊一定距離外的敵人。另外也能夠在空中迴旋並且用頭擊直接撞擊地面，讓畫面中的敵人造成傷害。
龜原人
GB原人的特殊力量提升的狀態。吃下烏龜就能夠變身。雖然沒有攻擊力，但在水中的速度能夠提升1.5倍，進入龜殼裡也不會受到傷害。另外不會因為時間經過而回復原狀。
GB食人
GB原人2的1階段力量提升的狀態。用頭擊或空中迴旋打中敵人就會進行咬擊，能夠傷害敵人，也能夠回復一定的生命值。另外也能夠使用落地頭槌，讓畫面中的敵人造成傷害。
GB達人
GB原人2的1階段力量提升的狀態。不但具有攻擊力，速度和跳躍都會提升 2倍。另外也能夠使用落地頭槌，讓畫面中的敵人造成傷害。
GB盗人
GB原人2的1階段力量提升的狀態，攻撃力與正常時相同，但無法使用落地頭槌，只會因此頭埋在地面。唯一的能力是可以進入隱藏的房間。GB原人2中無法提升到2階段的力量提升，吃到肉時還必須用輪盤決定能否提升。雖然受到一次傷害就會回復原狀，但卻沒有變身的時間限制。
GB怪我人
GB原人2的力量提升的狀態，在獎勵關卡中輸給機械原人時就會變身。在這個狀態下，受到的傷害是2倍，在力量沒有提升前都無法回復原狀。
機械原人
GB原人2的獎勵關卡中出現的敵人。在獎勵關卡中，是用羽毛會落到合者那邊決定勝負。規則是三戰兩勝，贏的話就能加一命，但輸的話會變成 GB怪我人。

## 尺寸的變化
3開始導入的遊戲要素。吃下糖果以後就能讓身體變成大・中・小的尺寸。也因為這樣，所以會有不利用尺寸變化就無法到達的場所，或因此無法取得強力的物品。
另外受到傷害時，一律都會變回到中的尺寸，但可以透過糖果以及糖果所生出的彈簧花而回復最初狀態。
大原人
大尺寸時的名字。能夠和力量提升的狀態重複累加。
小原人
小尺寸時的名字。能夠和力量提升的狀態重複累加。
蟹原人
不只是使用糖果會變身，被關卡中的陷阱壓到時也會變身。身高會變得比小尺寸還小，能夠因此前進到狹小的場所。無法與力量提升的狀態重複累加。

## 彈簧花
關卡中配置的物品載體。只要從上面或旁邊攻擊就會釋放出物品。隨著顏色不同而有不同物品出現。
紅色
會釋放出回復物品。
橘色
會釋放出肉。
綠色
初代以及2中，會釋放出水晶之心（增加生命值）或加一命，3中會釋放出糖果。
藍色
會加一命或是釋放出能夠回復全部生命值的ドデカハート。
黃色
不但是物品載體，在花的上面適當按下跳躍紐還能夠進行大跳躍。
作品中，從旁邊攻擊會移動它的位置，使用落地頭槌時，還能把頭插在花裡並且帶著走。

## 系列作
PC Engine
- PC原人
- PC原人2
- PC原人3
電人系列
  - PC電人
  - CD電人 ロカビリー天国

日本國內只有CD電人使用SUPER CD-ROM2，其他4座使用HuCARD。北美則發售SUPER CD-ROM2版的PC原人3。PC電人及CD電人為射擊遊戲。與其他5作一起在Virtual Console下載販售。
紅白機
- FC原人

Game Boy
- GB原人
- GB原人ランド ビバ!チックン王国
- GB原人2

- 原人合輯  - 將上列3作收錄在該作品中。

超級任天堂
- 超原人
- 超原人2

GAMECUBE・PlayStation 2
- Hudson Selection Vol.3 PC原人

手機用app
- PC原人（2008年3月現在，EZ  APP (BREW)版，i-αppli版，S!アプリ版が配信）

Xbox 360・Wii・PlayStation 3
- Bonk: Brink of Extinction（雖然由美國Pi Studios進行開發，但2011年宣布中止開發）

ひかりTV遊戲・G-cluster
- PC原人2

## 其他作品的演出
超級任天堂
- 鮫亀 – 其中一個方塊的圖形就是原人。

SEGA SATURN
- サターンボンバーマン –在戰鬥模式中以原人的角色身分登場。

## 漫画
由ひかわ博一在『別冊コロコロコミック』雜誌上，以「PC原人君」（1992年2月号-1994年4月号）之名連載。單行本全1集。

## 備注
1. ↑  .   [2018-05-19]. （原始内容存档于2019-02-17）.
2. ↑  沒有發售的夢幻遊戲們- NAVERまとめ （页面存档备份，存于）2018年2月10日閲覧
3. ↑   （页面存档备份，存于） ニコニコ動画中的街機動画
4. ↑  3D版改名成頭槌
5. ↑  3D版中改名成落地頭槌

## 外部連結
- Hudson Selection PC原人 官網